# Pyrus korshinskyi
Pyrus korshinskyi är en rosväxtart. Pyrus korshinskyi ingår i släktet päronsläktet, och familjen rosväxter.

## Underarter
Arten delas in i följande underarter:
- P. k. bucharica
- P. k. korshinskyi